# Allen Brothers
Die Allen Brothers waren ein US-amerikanisches Old-Time-Duo. Die Allen Brothers waren eines der ersten Brüder-Duos, die in den 1920er- und 1930er-Jahren bekannt wurden.

## Leben
Die beiden Brüder Austin und Lee Allen wurden um die Jahrhundertwende am Monteangle Mountain, ungefähr 50 Meilen von Chattanooga, Tennessee, entfernt, geboren. Ihre Eltern waren einfache Leute, die sie bereits in ihrer Kindheit mit Musik in Verbindung brachten. Neben der traditionellen Old-Time Music, die in den ländlichen Regionen der Südstaaten vorherrschte, wurden die Brüder auch von populärer Musik beeinflusst.
Austin und Lee begannen ihre Karriere um 1923 in der lokalen Musikszene in Tennessee. Vor allem in abgelegenen Lagern der Minenarbeiter waren die beiden Brüder beliebt und während sie durchs Land zogen, sammelten sie alte Volkslieder und versuchten sich an eigenen Kompositionen, was für die damalige Zeit unter Old-Time-Musikern sehr ungewöhnlich war. Die meisten Musiker hatten ein Repertoire aus alten Traditionals.
1926 spielten die Allen Brothers für Columbia Records ihre ersten Platten ein. Ihre Debüt-Single Bow Wow Blues / Salty Dog Blues wurde zugleich ein Verkaufsschlager, doch als Columbia ihre Single Laughin‘ and Cryin‘ Blues statt in der 15.000-Serie („Old-Time Tunes“) in der 14.000-Serie („Race Music“) veröffentlichte, blieben die Verkäufe aus, sodass die Allen Brothers Columbia verlassen mussten und zu Victor Records wechselten. Dabei war die Einordnung in die Blues-Serie nicht einmal falsch – der Stil der beiden Brüder lehnte stark am Blues an und enthielt oftmals doppeldeutige sexuelle Anspielungen, wie sie in dieser Zeit sonst nur bei afroamerikanischen Musikern vorkamen. Neben diesen, eher aus traditionellen Quellen abgeleiteten Songs nahmen die Brüder auch ihre eigenen Songs auf, die auch aktuelle Geschehnisse kommentierten, wie beispielsweise der Jake Walk Blues von 1930.
Bei Victor wurden ihre Platten von Ralph Peer produziert, der gerade mit dem „White Man’s Blues“ Jimmie Rodgers‘ große Hits verzeichnete. Obwohl Peer darauf bestand, dass die Allen Brothers nur „up-tempo“-Nummern aufnahmen, blieben sie bei Victor bis 1933. Auf ihren Konzerten spielten die Brüder eine Mischung aus schnelleren und langsamen Songs, die sie aber nicht im Studio darbieten konnten, da Peer ihnen die nötige musikalische Freiheit dafür versagte. Obwohl sich die Platten der Allen Brothers gut verkauften, reichte es für beide nicht, ihre Familien zu versorgen, vor allem aufgrund der Depression, die die Plattenindustrie für Jahr fast zum Erliegen brachte.
Austin zog 1933 mit seiner Familie nach New York, wo er als Radiomoderator arbeitete, während Lee in Tennessee blieb und seinen Lebensunterhalt als Bauarbeiter. Ein Jahr später hielten die Allen Brothers für die American Record Corporation ihre letzte Session ab, da auch ihre dortigen Verkäufe nicht zur Zufriedenheit beider Brüder waren.
Austin arbeitete später auch als Bauarbeiter und starb 1959 in Williamsburg, South Carolina. In den 1960er-Jahren wurden die Allen Brothers von einem neuen, jungen Folk-Publikum wiederentdeckt und es erschienen einige LPs, die alte Aufnahmen enthielten. Lee begann daraufhin, wieder Konzerte zu geben, vor allem in der Umgebung von Lebanon, Tennessee. Er starb 1981.

## Diskographie

### Singles
Diskographie ist nicht vollständig. Victor- und Bluebird-Aufnahmen wurden auch bei Montgomery Ward veröffentlicht.
| Jahr             | Titel                                                                                | #       | Anmerkungen |
| ---------------- | ------------------------------------------------------------------------------------ | ------- | ----------- |
| Columbia Records |                                                                                      |         |             |
| 1926             | Bow Wow Blues / Salty Dog Blues                                                      | 15175-D |             |
|                  | Cheat ‘Em / Quit that Skipin’ and Flyin’                                             | 15270-D |             |
| Victor Records   |                                                                                      |         |             |
|                  | Tiple Blues / Frisco Blues                                                           | VI40003 |             |
|                  | Prisoner’s Dream / I’ll Be All Smiles Tonight                                        | VI40210 |             |
| 1928             | Free as a Little Bird / Skipping and Flying                                          | VI40266 |             |
|                  | I’ve Got the Chain Store Blues / Enforcement Blues                                   | VI40276 |             |
| 1930             | Jake Walk Blues / Reckless Night Blues                                               | VI40303 |             |
|                  | New Chattanooga Blues / Shanghai Rooster Blues                                       | VI40326 |             |
| Bluebird Records |                                                                                      |         |             |
|                  | Jake Walk Blues / Fruit Jar Blues                                                    | BB-5001 |             |
|                  | I’m Always Whistling the Blues / Tiple Blues                                         | BB-5104 |             |
|                  | Shake It, Ida, Shake It / Maybe Next Week Sometime #2                                | BB-5165 |             |
|                  | Frisco Blues / Reckless Night Blues                                                  | BB-5224 |             |
|                  | Slide Daddy Slide / Roll It Down                                                     | BB-5317 |             |
|                  | New Chattanooga Blues / Mother in Law Blues                                          | BB-5380 |             |
|                  | ? / New Salty Dog                                                                    | BB-5403 |             |
| 1934             | Old Black Crow in the Hickory Nut Tree / Mama Don’t Allow No Low Down Hanging Around | BB-5448 |             |
| 1934             | ? / Chattanooga Mama                                                                 | BB-5470 |             |
|                  | It Can’t Be Done / Laughing and Crying Blues                                         | BB-5533 |             |
|                  | Shanghai Rooster / Free as a Little Bird                                             | BB-5668 |             |
|                  | Roll On Down the Line / Maybe Next Week Sometime #2                                  | BB-5700 |             |
|                  | Glorious Night Blues / Window Shade Blues                                            | BB-5701 |             |
|                  | I’ll Be Here a Long Time / When You Leave, You’ll Leave Me Sad                       | BB-5702 |             |
|                  | Pile Driving Papa / Skipping and Flying                                              | BB-5772 |             |
|                  | Preacher Blues / Monkey Blues                                                        | BB-5820 |             |
|                  | Cross Firing Blues / It’s Too Bad for You                                            | BB-5872 |             |

### Alben
- 1974: Sweet Rumors (Rounder)
- 1976: Clara’s Boys (Rounder)
- 1994: Are You Feeling It Too? (Smithsonian Folkways)
- 2000: Allen Brothers, Vol.1: 1927-1930 (Document)
- 2000: Allen Brothers, Vol.2: 1930-1932 (Document)
- 2001: Allen Brothers, Vol.3: 1932-1934 (Document)